# Бруно Акрапович
Бруно Акрапович (босн. Bruno Akrapović, нар. 26 вересня 1967, Зениця, СФР Югославія) — боснійський футболіст, що виступав на позиції півзахисника. По завершенні ігрової кар'єри — тренер.

## Кар'єра гравця
Бруно Акрапович розпочав професійну кар'єру в клубі «Челік» (Зениця), який виступав у Першій лізі Югославії. У 1988 році виїхав до ФРН, де став виступати в складі клубу «Армінія» (Ганновер) з третьої ліги. Після «Армінії» грав у третій лізі за клуби з Нижньої Саксонії «Геттінген» і «Целле».
У 1992 році перейшов у «Вольфсбург» з Другої Бундесліги, де відіграв два сезони. Потім продовжив грати у Другій Бундеслізі у складі «Майнца 05». Після того як в сезоні 1996/97 років «Майнц», який посів 4 місце, не зміг вийти в Бундеслігу, Акрапович був запрошений в берлінський клуб «Теніс-Боруссія», з яким піднявся з третьої ліги в другу, де потім продовжив виступати ще два сезони. Всього у Другій Бундеслізі зіграв 226 матчів.
У 2000 році перейшов у клуб «Енергі» (Котбус), який виступав у Будеслізі, там він виступав два з половиною сезони і зіграв 67 матчів. Під час виступу за «Енергі» Акрапович, якому було вже за тридцять, викликався в збірну Боснії і Герцеговини, за збірну зіграв 18 ігор, забив 1 м'яч.
У 2003 році покинув «Енергі», й надалі грав у третій лізі за «Рот-Вайс» (Ерфурт), «Кіккерс» (Оффенбах) і свій перший клуб у Німеччині, ганноверскую «Армінія».

### Голи за збірну
| #  | Дата           | Місце                        | Суперник | Рахунок | Результат | Змагання                           |
| -- | -------------- | ---------------------------- | -------- | ------- | --------- | ---------------------------------- |
| 1. | 11 жовтня 2000 | Рамат-Ган Стедіум, Рамат-Ган | Ізраїль  | 1–1     | 3–1       | кваліфікація Чемпіонату світу 2002 |

## Кар'єра тренера
У 2006-2008 роках Бруно Акраповіч був граючим тренером в аматорській команді «Форсфельде» з однойменного району Вольфсбурга. Потім був нетривалий час у тренерському штабі фарм-клубу «Вольфсбург». У 2008-2009 роках працював помічником Юргена Ребера в підмосковному «Сатурні», який виступав у російській Прем'єр-лізі.
У 2010 році пройшов навчання в Футбольному союзі Боснії і Герцеговини, під час якого стажувався в «Вольфсбурзі», отримав ліцензію UEFA категорії Pro. Надалі працював головним тренером у клубах Другої хорватської ліги - «Мосор» (Зворніца), «Вал» (Старий Каштел), «Солин» (Спліт) і «Неретва» (Меткович).
З листопада 2014 по червень 2015 року очолював гібралтарський клуб «Юероп», з яким зайняв друге місце в чемпіонаті Гібралтару. У 2016 році працював головним тренером клубу «Шкендія», з яким став віце-чемпіоном Македонії. З лютого по липень 2017 був головним тренером ФК «Спліт», який виступає у Першій хорватській лізі.
Згодом працював у Болгарії — протягом 2017–2020 років тренував «Локомотив» (Пловдив), а у 2020–2021 роках очолював тренерський штаб  ЦСКА (Софія).

## Особисте життя
У німецьких клубах Акрапович незмінно виступав у футболці з номером 8, що символізувало дату його приїзду до Німеччини 8 серпня 1988 року.
Бруно Акрапович одружився з громадянкою Італії. Його син Аарон Акрапович, 1994 року народження, також футболіст. Аарон виступав за юнацьку збірну Італії (до 17), на клубному рівні грав за клуби з третьої ліги Італії та клуби Гібралтару.

## Титули і досягнення
- Володар Кубка Болгарії (2):

Локомотив (Пловдив): 2018-19, 2019-20
- Володар Суперкубка Болгарії (1):

Локомотив (Пловдив): 2020